# Alexander Freiherr von Senarclens-Grancy
Alexander Ludwig Freiherr von Senarclens-Grancy (* 25. August 1880 in Vught; † 1964) war ein deutscher Marineoffizier und Marineattaché. Nach dem Ersten Weltkrieg war er Adjutant des exilierten deutschen Kaisers Wilhelm II.

## Leben und Wirken
Alexander von Senarclens-Grancy, der aus einem aus der Schweiz stammenden Uradelsgeschlecht stammte, trat um 1898 in die kaiserlich-deutsche Marine ein. Nachdem er im Verlauf seiner Offizierskarriere bis zum Korvettenkapitän befördert worden war, wurde Senarclens-Grancy 1913 auf Vermittlung seines Förderers, des Admirals Tirpitz, als Marineattaché eingesetzt.

### Marineattaché (1913–20)
Im August 1913 übernahm Alexander von Senarclens-Grancy als Nachfolger Werner von Rheinbabens (1878–1975) den Posten des Marineattachés an der deutschen Gesandtschaft in Rom. Geschäftsträger in Rom war Hans von Flotow (1862–1935). Nach Ausbruch des Ersten Weltkrieges versuchte er dort, die italienische Regierung zugunsten eines Kriegseintritts bzw. einer wohlwollenden Neutralität zugunsten des Deutschen Reiches zu beeinflussen. Mit dem gleichen Ansinnen war auch im Dezember 1914 ein Wechsel des Botschafters vorgenommen worden. Aber auch Bernhard von Bülow (1849–1929), als neuer Geschäftsträger, bemühte sich vergebens um diesen Schritt durch Italien. Doch auch die weiteren Anstrengungen von Senarclens-Grancy vom Februar 1915, die deutsche Regierung dazu zu bewegen, die Italiener durch die Zusage der dauerhaften Deckung ihres Kohlenbedarfs aus deutschen Reserven fest an die Mittelmächte zu binden, kamen indessen nicht mehr zum Tragen: Als Italien am 23. Mai 1915 die diplomatischen Beziehungen zum Deutschen Reich anlässlich seines Eintritts in den Weltkrieg abbrach, musste er das Land verlassen.
In der Folge knüpfte Alexander von Senarclens-Grancy an seine, sich auf den Mittelmeerraum konzentrierende, Tätigkeit in Italien an, und wechselte als deutscher Marineattaché für Italiens Nachbarstaat Griechenland am 12. Juni 1915 im Range eines Korvettenkapitäns nach Athen. Sein Gehilfe war hier Kapitän zur See Friedrich Kloebe. In Griechenland waren sie vor allem mit der lebensmitteltechnischen Versorgung der deutschen Unterseeboote mit östlichem Mittelmeerraum, sowie mit der Koordination und Dirigierung der Bewegung der Uboote in diesem Gebiet, betraut. Obwohl von Senarclens-Grancy Griechenland für den eigentlichen Kriegsverlauf eine eher untergeordnete Bedeutung beimaß, pochte er darauf, dass die Berliner Regierung die griechische Regierung Venizelos unterstützen müsse, um deren Sympathie zu gewinnen. Seine griechenlandpolitischen Ideen für die Nachkriegszeit sahen dabei vor, das Land am Mittelmeer zum Hauptumschlagplatz des deutschen Warenverkehrs mit Indien und Ostafrika zu machen und es als Nachfolger Italiens in den Dreibund zu ziehen. Eine weitere wichtige Aufgabe oblag ihm mit der Beobachtung der Kriegsstrategie der Ententemächte auf dem südlichen Balkan für den Nachrichtendienst der Marine.
Eine von der New York Times am 7. Juli 1916 voreilig vermeldete Versetzung Senarclens-Grancys nach Washington, D.C. als deutscher Militärattaché für die Vereinigten Staaten von Amerika, als Nachfolger des abberufenen Karl Boy-Ed, kam schließlich infolge der sich rapide verschlechternden deutsch-amerikanischen Beziehungen nicht mehr zustande. Stattdessen wechselte Senarclens-Grancy, nachdem er Griechenland infolge der Kriegsereignisse am 30. November 1916 verlassen musste, im Januar 1917 als Marinevertreter in den Stab des deutschen Militärgouverneurs von Rumänien General Erich Tülff von Tschepe und Weidenbach (1854–1934). Seine Hauptaufgabe dort bestand dabei in der Organisation des kriegswichtigen Exports von rumänischem Öl nach Deutschland.
Von September 1917 bis November 1918 fungierte Alexander von Senarclens-Grancy schließlich als „Marinebevollmächtigter beim osmanischen Marineminister“ in die Türkei. Im Februar 1919 wechselte er als Marineattaché nach Stockholm, wo er zunächst den Posten eines Attachés für Schweden übernahm. Im April übernahm er zusätzlich die Zuständigkeit für Norwegen und im August erhielt er schließlich den Titel eines „Marineattaché für die nordischen Reiche“. Zusätzlich erhielt er zur gleichen Zeit die Zuständigkeit für Dänemark und Finnland. Nachdem die Stelle des Attaches für die nordischen Reiche im März 1920 infolge des Abbaus der deutschen Marine, und gemäß den Ansprüchen der Siegermächte des Ersten Weltkrieges, aufgehoben wurde, kehrte Senarclens-Grancy nach Deutschland zurück.

### „Agent des Kaisers“ (1920–40)
Um 1920 wurde Senarclens-Grancy Vertrauensmann und Flügeladjutant („confidential agent and honorary aide de camp“) des abgedankten ehemaligen deutschen Kaisers Wilhelm II. in dessen Exil im niederländischen Doorn.
Als „Agent des Kaisers“ war Senarclens-Grancy während der Zeit der Weimarer Republik um eine Demontage des republikanischen Systems und eine Wiederherstellung des monarchischen Herrschaftsprinzips im Deutschen Reich bemüht. Unter seinen Anstrengungen in dieser Richtung ist insbesondere ein Staatsstreichplan aus dem Jahr 1932 zu nennen: In diesem Jahr unternahm er eine heimliche Reise nach Deutschland, während der er an verschiedene Führer der Rechtsparteien sowie einflussreiche Offiziere der Armee und Marine mit einem ehrgeizigen Plan herantrat, wie man die Monarchie der Hohenzollern wiederherstellen könnte. Zunächst argumentierte er, dass das Vaterland dringend einer festen Hand bedürfe, um seine Sorgen und Nöte zu beseitigen. Diese müsse, um „effektiv sein zu können“ über den Niederungen der Parteipolitik stehen. Deswegen – so der Plan – sollten Einheiten der deutschen Marine Wilhelm II. in der Nordsee an einem vorher abgesprochenen Punkt auflesen und ihn in die Marinebasis in Wilhelmshaven bringen. Nach seiner Ankunft sollte der Kaiser eine Proklamation an sein Volk herausgeben, in der es heißen sollte, dass „die verantwortlichen Männer und Frauen jeder politischen Anschauung und Schattierung“ („every political color and creed“) ihn einberufen hätten, um das weitere Schicksal der Nation zu lenken. Der amtierende Kanzler Franz von Papen sollte daraufhin abdanken und der Reichspräsident Paul von Hindenburg seine Amtsvollmachten an den Kaiser übertragen. Daraufhin würde man eine neue Regierung mit einem General als Kanzler einsetzen, der schließlich die formale Wiederherstellung von Wilhelms Kaisertum folgen sollte.
Alexander von Senarclens-Grancys Versuche, die Armee und Hitler, als den Führer der größten politischen Partei und Oberbefehlshaber des mächtigsten privaten Kampfverbandes, für seine Pläne einzuspannen, blieben ohne Erfolg. Sie scheiterten an den persönlichen Ambitionen der Naziführer und den Bedenken der Generalität, dass ein Versuch, die Hohenzollern erneut als Herrscherhaus zu installieren, massenhaften Widerstand in der Bevölkerung hervorrufen würde.
Auch nach der nationalsozialistischen „Machtergreifung“ war Senarclens-Grancy nicht in der Lage
„die feindselige Haltung der Nazis gegenüber dem Hause Hohenzollern zu erkennen“ („blindly obtuse about the hostile attitude of the Nazis towards the house of Hohenzollern“) und hoffte – ohne erkennbare Grundlage – dass Hitler irgendwie überzeugt werden könnte, die Monarchie wiederherzustellen.

## Als Kunstsammler
In seiner Freizeit trug Senarclens-Grancy als Privatsammler mit der Zeit eine umfangreiche Sammlung antiker Kunstgegenstände zusammen, die sich heute im Besitz des Archäologischen Instituts der Universität Mainz befindet, die die Sammlung zunächst 1948 als Leihgabe erhielt und später ganz übernahm. Die Mainzer fassten die Objekte aus Senarclens-Grancys Sammlung mit denen zweiter weiterer Privatsammlungen – einer kleinen Scherbensammlung aus dem Nachlass Wilhelm von Massows und der Sammlung eines gewissen Doktor Preyß – zu einer gemeinsamen Sammlung zusammen. Diese neue, größere Sammlung dient in erster Linie als Studien- und Lehrsammlung ist aber auch Kunstliebhabern zugänglich.

## Familie
Senarclens-Grancy hatte eine ältere Schwester Luise Wilhelmine von Senarclens-Grancy (* 23. August 1879 in Darmstadt; † 7. Januar 1938 in Marburg), die seit dem 27. Juni 1905 mit dem Königlich-Preußischen Hauptmann Friedrich Freiherr Schenck zu Schweinsberg (* 14. Mai 1875 in Waldmichelbach; † 15. Januar 1953 in Kirtorf) verheiratet war.
Er selbst war seit dem 31. Mai eines unbekannten Jahres mit der Freiin zu Eisenbach (* 9. November 1887 in Ludwigseck), einer Tochter des Erbmarschalls und Großherzoglich-Hessischen Oberkammerherrn Volprecht R. Freiherr zu Eisenbach und der Else von Harnier (Ludwigseck, Kr. Rotenburg a.d. Fulda), verheiratet.

## Auszeichnungen
- Roter Adlerorden, 4. Klasse mit der Krone[11]
- Eisernes Kreuz, 1. Klasse
- Johanniterorden, Rechtsritter[10]
- Militärverdienstorden (Bayern), Ritter I. Klasse
- Allgemeines Ehrenzeichen (Hessen) für Verdienste